# هاوارد اردکه (فیلم)
هاوارد اردکه (به انگلیسی: Howard the Duck) فیلمی محصول سال ۱۹۸۶ و به کارگردانی ویلیارد هیاک است. در این فیلم بازیگرانی همچون لی تامپسون، جفری جونز، تیم رابینز، دیوید پیمر، پل گویلفویل، هالی رابینسون پیت، ریچارد ادسون، ریچارد مک‌گوناگل، ویرجینیا کاپرس، میگل ساندووال، ویلیام هال، ریچارد کایلی ایفای نقش کرده‌اند.